# Francesc Roig Alfonso
Francesc Roig Alfonso (Poble Nou, València, 1940) és un empresari valencià. Pertany a una important saga empresarial valenciana que van fundar els seus pares, Francisco Roig Ballester i Trinidad Alfonso Mocholí. És el major de set germans: Amparo, Vicente (mort), Trinidad, Fernando, Juan i Alfonso. En l'actualitat és president del Grup Corporatiu Roig.
Des de 1994 fins a 1997 va ser accionista majoritari i president del València Club de Futbol.

## Vida
Paco Roig va entrar en l'empresa familiar (cárnicas Roig, un escorxador) el 1956, amb setze anys. Va ser el president més jove de l'Associació d'Escorxadors Espanyols. Amb el canvi generacional es va dedicar als negocis agroalimentaris i a la inversió financera.
El 1981 va marxar a l'Àfrica per dedicar-se a la ramaderia i a l'exportació, associant-se amb el president de Guinea Equatorial, Teodoro Obiang, relació que prompte va acabar. De tornada a Europa va orientar la seva activitat a la inversió i a la promoció immobiliària. El 1994 va accedir a la presidència del València Club de Futbol, en la qual va romandre fins a desembre de 1997, després de presentar la seva dimissió. En 2005 va adquirir el 38% de l'accionariat de l'Hèrcules Club de Fútbol d'Alacant.
Pel que fa a la seva vida personal, Paco Roig s'ha casat en dues ocasions. Des de 1962 va estar casat amb María Manuela Segarra Soler, filla de Silvestre Segarra, propietari d'Indústries Segarra. Posteriorment va contreure matrimoni en segones núpcies amb Magdalena Melchor.